# Ernest Barbier
Pour les articles homonymes, voir Barbier.
Ernest Barbier, né le 10 novembre 1907 à Hyères (Var) et mort le 1er juillet 1995 à Hyères (Var), est un médecin et homme politique français.

## Biographie
Médecin-chef des hôpitaux d'Hyères, il est adjoint au maire de cette commune de 1965 à 1968.
Lors des législatives de 1967, il est le suppléant de Julien Cazelles, élu député FGDS de la deuxième circonscription du Var. À la suite du décès de ce dernier le 12 mars 1968, il le remplace sur les bancs de la chambre basse. Il s'inscrit alors au groupe de la Fédération de la gauche démocrate et socialiste.
Ce mandat parlementaire sera de courte durée puisque les évènements de mai 1968 conduisent le général de Gaulle à dissoudre l'Assemblée nationale. Il ne se représente pas lors du scrutin de juin et la circonscription est remportée par Mario Bénard (UDR) face à Paul Émeric, ancien suppléant de Pierre Gaudin, investi par la FGDS.

## Détail des mandats et fonctions
Mandat parlementaire
- 13 mars 1968 - 30 mai 1968 : député de la 2e circonscription du Var

Mandat local
- 1965 - 1968 : premier adjoint au maire de Hyères

## Décorations
- Chevalier du Mérite social
- Chevalier du Mérite sportif